# Gisela Voß
Gisela Voß (nach ihrer Heirat Gisela Jahn; * 23. Juli 1917 in Vehlow, Kreis Ostprignitz, Provinz Brandenburg; † 30. Oktober 2005 in Langen, Hessen) war eine deutsche Leichtathletin, die bei den Europameisterschaften 1938 die Bronzemedaille im Weitsprung gewann mit 5,47 m. 1939 gelang ihr mit 5,88 m der weiteste Sprung ihrer Karriere. 1948 wurde sie mit 5,60 m deutsche Weitsprungmeisterin.
Gisela Voß startete für den Sportverein Berliner Turnerschaft.